# Buena Vista (Carolina)
Buena Vista es un barrio ubicado en el municipio de Carolina en el estado libre asociado de Puerto Rico. En el Censo de 2010 tenía una población de 29303 habitantes y una densidad poblacional de 1332,60 personas por km².

## Geografía
Buena Vista se encuentra ubicado en las coordenadas 18°24′31″N 65°56′49″O / 18.40861, -65.94694. Según la Oficina del Censo de los Estados Unidos, Buena Vista tiene una superficie total de 22.75 km², de la cual 21.98 km² corresponden a tierra firme y (3.4%) 0.77 km² es agua.

## Demografía
Según el censo de 2010, había 29303 personas residiendo en Buena Vista. La densidad de población era de 1332,60 hab./km². De los 29303 habitantes, Buena Vista estaba compuesto por el 62.5% blancos, el 24.98% eran afroamericanos, el 1.24% eran amerindios, el 0.31% eran asiáticos, el 0.01% eran isleños del Pacífico, el 7.89% eran de otras razas y el 3.07% pertenecían a dos o más razas. Del total de la población el 98.99% eran hispanos o latinos de cualquier raza.